# Coordenação para a Refundação da Quarta Internacional
A Coordenação para a Refundação da Quarta Internacional (CRQI) é uma organização trotskista internacional. Seu nome em espanhol é Coordinadora por la Refundación de la Cuarta Internacional . Foi formada em 2004, em uma conferência em Buenos Aires organizada pelo Movimento pela Refundação da Quarta Internacional. Ela tem membros na América do Sul, Europa Ocidental e Oriente Médio. A Coordenação tem nove membros, dois da Itália e do Brasil, e um do Uruguai, Argentina, os EUA, Grécia e Israel / Palestina. Incluem Jorge Altamira , Savas Mihail Matsas , Sungur Savran e Marco Ferrando .
O Partido Obrero da Argentina é a maior seção do CRQI e, como tal, chamou os seus co-organizadores internacionais para a criação da nova tendência em outros países da América Latina. No entanto, o Partido Operário Revolucionário da Grécia (EEK) e a Oposição Trotskista Internacional tem divergências com o PO e seus aliados. Mas a fusão com esses grupos oferece a CRFI uma base pequena, mas real, tanto na Grécia quanto na Itália.
A CRFI realizou uma conferência de operários militantes da região da Europa e Mediterrâneo, em Atenas, em Junho de 2013 .
As seções membros da CRFI são as seguintes:
- Partido Obrero, (PO) da Argentina.
- Partido Obrero Revolucionario, (POR) do Chile.
- Ergatiko Epanastatiko Komma, (Partido Operário Revolucionário,EEK) da Grécia.
- Partito Comunista dei Lavoratori, (PCL) da Itália.
- Partido de los Trabajadores,  (PT) do Uruguay.
- Refoundation and Revolution (R&R) grupo do Solidarity' dos Estados Unidos.
- Devrimci İşçi Partisi, (Partido Operário Revolucionário, DİP) da Turquia.
- Marxilainen Työväenliitto, (Liga Operária Marxista, MTL) da Finlândia.
- Opción Obrera, (OO) da Venezuela.
- Grupo de Acción Revolucionaria, (GAR) do México.

O Jornal The Trotskyist da Proletarian Society of China  China/Hong Kong, começou a participar do CRQI.